# Literatura și Arta

Logo-ul Literatura și Arta

Literatura și Arta este un ziar săptămânal al scriitorilor din Republica Moldova care a avut un rol important în lupta de renaștere națională.

## Istoric
Publicația a fost fondată în anul 1977, pe baza săptămânalului "Cultura", inițial fiind organ al Uniunii Scriitorilor din Moldova și al Ministerului Culturii al Republicii Moldova. Săptămânalul condus de Dabija în anii 1988-1989 a fost cea mai importantă publicație care susținea revenirea limbii române la grafia latină și decretarea ei ca limbă oficială în R.S.S. Moldovenească. În perioada de glorie, săptămânalul "Literatura și Arta" depășea tirajul de 260.000 de exemplare

## Listă de redactori-șef
- Victor Teleucă - primul redactor-șef
- Valeriu Senic
- Nicolae Dabija
- Doina Dabija

## Lista scriitorilor și a poeților care au publicat în paginile ziarului
- Ion Anton
- Adrian Artene
- Savatie Baștovoi
- Axentie Blanovschi
- Iacob Burghiu
- Aureliu Busuioc
- Leo Butnaru
- Ion Cațaveică
- Mihail Ion Cibotaru
- Mihai Cimpoi
- Mircea V. Ciobanu
- Vitalie Ciobanu
- Daniel Corbu
- Doina Dabija
- Eugen Doga
- Diana Enache
- Iulian Filip
- Victoria Fonari
- Emilian Galaicu-Păun
- Vasile Gârneț
- Eugen Gheorghiță
- Ion Holban
- Ioan-Aurel Pop
- Leonida Lari
- Nicolae Leahu
- Eugen Lungu
- Haralambie Moraru
- Iulian Nicuță
- Ion Podoleanu
- Dan Puric
- Vasile Romanciuc
- Liuba Sârbu
- Aurelian Silvestru
- Eugen Simion
- Andrei Strâmbeanu
- Arcadie Suceveanu
- Paul Surugiu
- Renata Verejanu
- Grigore Vieru
- Vlad Zbârciog